# Paweł Baraszkiewicz
Paweł Baraszkiewicz (ur. 20 maja 1977 w Działdowie) – polski kajakarz, wychowanek klubu Wel Lidzbark, olimpijczyk z Atlanty 1996, Sydney 2000, Aten 2004, Pekinu 2008, zawodnik Wiskordu Szczecin i Posnanii. Aktualny trener grupy kanadyjkarzy w Zawiszy Bydgoszcz.
Wieloletni członek klubu kajakarskiego w Lidzbarku Welskim, gdzie szlifował swoje umiejętności. Wielokrotny mistrz Polski w konkurencji:
- C-1 na dystansie 1000 m w roku 1997
- C-1 na dystansie 500 m w roku 2002
- C-2 na dystansie 500 m w latach 1998, 2001
- C-2 na dystansie 200 m w latach 1999–2002
- C-4 na dystansie 1000 m w latach 2001–2002
- C-4 na dystansie 500 m w latach 1998, 2001–2002
- C-4 na dystansie 200 m w latach 1998, 2000–2002

## Osiągnięcia
- srebrny medal podczas Igrzysk Olimpijskich w Sydney w 2000 r.
- złoty medal podczas Mistrzostw Świata w Mediolanie w 1999 r. na dystansie 500 m w parze z Danielem Jędraszko
- pierwsze miejsce na dystansie 200 m w parze z Danielem Jędraszko w Poznaniu w 2001 podczas mistrzostw świata.
- pierwsze miejsce na dystansie 500 m i 200 m w parze z Danielem Jędraszko podczas mistrzostw świata
- drugie miejsce na dystansie 500 m w parze z Danielem Jędraszko w 2001 na mistrzostwach świata
- dziesięciokrotny medalista mistrzostw Europy.